# Steffi Prentl
Steffi Prentl (ur. 12 lutego 1975) – niemiecka snowboardzistka. Nie startowała na igrzyskach olimpijskich. Jej najlepszym wynikiem na mistrzostwach świata jest 5. miejsce w slalomie równoległym na mistrzostwach świata w Lienzu. Najlepsze wyniki w Pucharze Świata osiągnęła w sezonie 1995/1996, kiedy to zajęła 5. miejsce w klasyfikacji PAR, a w klasyfikacji slalomu była szósta.
W 1997 r. zakończyła karierę.

## Sukcesy

### Mistrzostwa Świata
| Miejsce | Dzień       | Rok  | Miejscowość | Konkurencja       | Zwycięzca                   |
| ------- | ----------- | ---- | ----------- | ----------------- | --------------------------- |
| 15.     | 26 stycznia | 1996 | Lienz       | Gigant            | Karine Ruby                 |
| 5.      | 28 stycznia | 1996 | Lienz       | Slalom równoległy | Marion Posch                |
| 6.      | 23 stycznia | 1997 | San Candido | Slalom            | Heidi Renoth                |
| 10.     | 25 stycznia | 1997 | San Candido | Slalom równoległy | Dagmar Mair unter der Eggen |

### Puchar Świata

#### Miejsca w klasyfikacji generalnej
- 1994/1995 - -
- 1995/1996 - 15.
- 1996/1997 - 32.

#### Miejsca na podium
1. Les Deux Alpes – 14 stycznia 1995 (Slalom równoległy) - 1. miejsce
2. San Candido – 22 stycznia 1995 (Slalom) - 2. miejsce
3. Altenmarkt – 2 grudnia 1995 (Slalom) - 2. miejsce
4. La Bresse – 13 stycznia 1996 (Slalom równoległy) - 3. miejsce